# (RED) Christmas EP
(RED) Christmas é um extended play (EP) da banda  americana de rock The Killers, que conta com várias canções de natal lançadas pelo grupo entre os anos de 2006 e 2011.

## Faixas
| EP  |                                                                         |                                                     |         |  |
| N.º | Título                                                                  | Letras                                              | Duração |  |
| 1.  | "A Great Big Sled" (featuring Toni Halliday)                            | The Killers                                         | 4:18    |  |
| 2.  | "Don't Shoot Me Santa"                                                  | The Killers                                         | 4:03    |  |
| 3.  | "Joseph, Better You Than Me" (featuring Elton John e Neil Tennant)      | Brandon Flowers, Elton John e Neil Tennant          | 4:51    |  |
| 4.  | "¡Happy Birthday Guadalupe!" (featuring Wild Light e Mariachi El Bronx) | The Killers, Wild Light e Mariachi El Bronx         | 4:33    |  |
| 5.  | "Boots"                                                                 | The Killers                                         | 5:27    |  |
| 6.  | "The Cowboys' Christmas Ball"                                           | Michael Martin Murphey, William Lawrence Chittenden | 3:30    |  |

## Tabelas musicais
| Paradas (2011)                          | Melhor posição |
| --------------------------------------- | -------------- |
| Austrália (ARIA)                        | 77             |
| Reino Unido (UK Albums Chart)           | 104            |
| Estados Unidos (Billboard 200)          | 85             |
| Estados Unidos (Top Alternative Albums) | 9              |
| Estados Unidos (Top Holiday Albums)     | 29             |
| Estados Unidos (Top Rock Albums)        | 11             |